# Unerzogen Magazin
Das unerzogen Magazin ist eine seit 2007 im Leipziger Tologo Verlag vierteljährlich erscheinende Elternzeitschrift.
Die Zeitschrift versteht sich als erziehungs- und schulkritisch und steht – neben dem Alternativschulwesen – der Kinderrechtsbewegung, der Antipädagogik und „natürlichen“ Erziehungsphilosophien wie dem Attachment Parenting nahe.
Herausgeber der Zeitschrift ist der Geschäftsführer des Tologo Verlages, Sören Kirchner. Chefredakteurin ist Sabine Reichelt.